# Rosel Walther

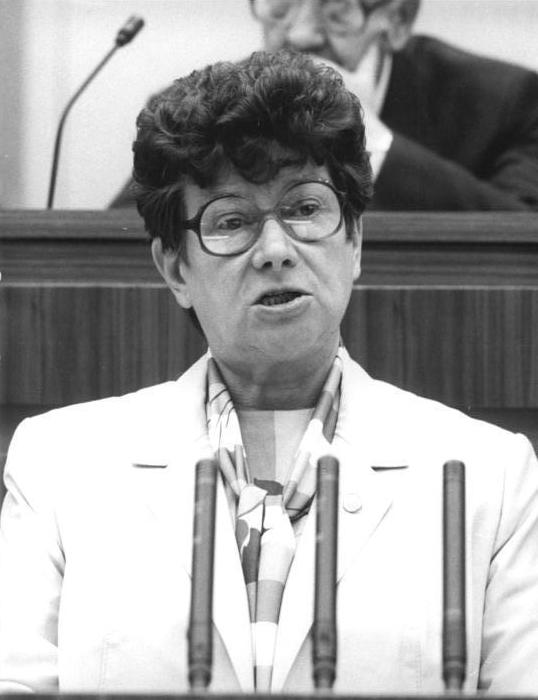
Rosel Walther, 1989

Rosel Walther (geborene Fischer; * 12. Januar 1928 in Landsberg an der Warthe; † 24. August 2006 in Berlin) war eine deutsche Funktionärin der Blockpartei NDPD. Sie war Mitglied des Staatsrates der DDR.

## Leben
Walther, Tochter eines Sattlers, besuchte die Volksschule und von 1942 bis 1945 eine Lehrerbildungsanstalt. Von 1945 bis 1950 arbeitete sie als Lehrerin in Gransee. Im Jahr 1946 wurde sie Mitglied des Freien Deutschen Gewerkschaftsbundes und trat 1949 in Gransee der National-Demokratischen Partei Deutschlands (NDPD) bei. Von 1950 bis 1952 war sie Assistentin und Lehrerin an NDPD-Parteischulen und absolvierte von 1951 bis 1955 ein Fernstudium an der  Deutschen Akademie für Staats- und Rechtswissenschaft mit Abschluss als Diplomstaatswissenschaftlerin. 
Von 1952 bis 1953 war sie Mitglied des NDPD-Landesvorstandes Brandenburg bzw. des NDPD-Bezirksvorstandes Potsdam. Von 1953 bis 1961 sowie von 1964 bis 1966 war sie Abteilungsleiterin im NDPD-Parteivorstand und von 1961 bis 1964 Lehrstuhlleiterin an der Zentralen NDPD-Parteischule Waldsieversdorf. Von 1966 bis 1972 war sie dort als Direktorin tätig. Von 1963 bis 1990 gehörte sie als Mitglied dem NDPD-Hauptausschuss und von 1967 bis 1990 auch dem Parteivorstand bzw. dem Präsidium des Hauptausschusses an. Von 1964 bis 1966 leitete sie die Abteilung Politisches Studium im Sekretariat des Hauptausschusses und war Vorsitzende der Frauenkommission der NDPD. Von 1972 bis November 1989 wirkte sie als Sekretär des NDPD-Hauptausschusses.
Von 1950 bis 1958 sowie erneut von 1967 bis März 1990 war sie Abgeordnete der Volkskammer, ab 1973 dort stellvertretende NDPD-Fraktionsvorsitzende und ab 1986 Mitglied des Ausschusses für Haushalt und Finanzen. Von 1971 bis 1989 war sie zudem Mitglied des Staatsrates. 
Walther war von 1959 bis 1965 stellvertretende Vorsitzende des Zentralausschusses der Volkssolidarität, von 1964 bis 1969 Mitglied des Bundesvorstandes des Demokratischen Frauenbundes Deutschlands, ab 1974 Mitglied des Präsidiums des Friedensrates der DDR sowie von 1974 bis 1986 Mitglied des Weltfriedensrates.
Ab 1990 war sie Mitglied des Bundes Freier Demokraten bzw. der Freien Demokratischen Partei.

## Auszeichnungen
- Verdienstmedaille der DDR (1959)
- Deutsche Friedensmedaille (1965)
- Vaterländischer Verdienstorden in Bronze (1969), in Silber (1973) und in Gold (1987)
- Orden „Banner der Arbeit“ Stufe II (1978)

## Werke
- Die Aufgaben der Geistes- und Kulturschaffenden sowie der Angestellten aus dem Mittelstand beim Aufbau des Sozialismus in der DDR (= National-demokratische Studienhefte, 12). Verlag der Nation, Berlin 1959.
- Der Mittelstand beim Aufbau des Sozialismus in der DDR (= National-demokratische Studienhefte, 15). Verlag der Nation, Berlin 1960.